# یولیوس رینگل
یولیوس آلفرت رینگل (به آلمانی: Julius Alfred Ringel) (۱۶ نوامبر ۱۸۸۹–۱۱ فوریه ۱۹۶۷) نظامی بلندپایه اتریشی بود که پس از الحاق این کشور به آلمان فرماندهی یگان‌های مختلف را در ورماخت در طول جنگ جهانی دوم بر عهده داشت.

## سال‌های اولیه
یولیوس رینگل روز ۱۶ نوامبر سال ۱۸۸۹ در فولکرمارکت در امپراتوری اتریش-مجارستان زاده شد. ماه اوت سال ۱۹۰۹ به عنوان افسر دانشجو به نیروی زمینی اتریش-مجارستان پیوست و ماه نوامبر سال بعد به درجه ستوان دومی رسید. ماه اوت سال ۱۹۱۴، چند پیش از آغاز جنگ جهانی اول به درجه ستوان یکمی ترفیع گرفت. روز ۸ ژوئیه سال ۱۹۱۷ مجددا به درجه سروانی ترفیع یافت. با خدمت رزمی موفق در جنگ، پس از آن در نیروی زمینی اتریش قرار گرفت و مدارج ترقی را طی کرد. بدین شکل روز ۱۵ مه سال ۱۹۲۱ به درجه سرگردی و روز ۱۵ دسامبر سال ۱۹۳۲ به درجه سرهنگ دومی ترفیع گرفت. دو سال بعد به عنوان رئیس ستاد تیپ ۵ کوهستان منصوب شد. پس از الحاق اتریش به آلمان در سال ۱۹۳۸ درجه خود را حفظ کرد و رئیس ستاد لشکر سوم کوهستان در ورماخت شد.

## جنگ جهانی دوم
با آغاز جنگ جهانی دوم، رینگل ماه سپتامبر سال ۱۹۳۹ از نیروهای کوهستان به قوای پیاده‌نظام منتقل و با ترفیع به درجه سرهنگی، رئیس ستاد لشکر ۲۶۸ام پیاده‌نظام شد. یک ماه بعد فرماندهی هنگ ۲۶۶ پیاده‌نظام را بر عهده گرفت. ماه آوریل سال ۱۹۴۰ مجددا به نیروهای کوهستان بازگشت و به لشکر پنجم کوهستان در زالتسبورگ ملحق شد. اواخر سال ۱۹۴۰ به درجه سرتیپی ترفیع یافت و به فرماندهی این لشکر برگزیده گردید.
لشکر رینگل پس از گذراندن دوره آموزشی گسترده در کوه‌های آلپ به عنوان بخشی از ارتش دوم،‌ ماه مارس سال ۱۹۴۱ به بالکان فرستاده شد و نقش عمده‌ای در شکستن خط دفاعی متاکستاس در یونان پس از چهار روز مبارزه شدید داشت. از نیروهای او همچنین در تهاجم به جزیره کرت استفاده شد. بسیاری از این نفرات در اثر حمله نیروی دریایی بریتانیا به کاروان کشتی‌های ماهیگیری که آن‌ها را به کرت می‌برد، جان خود را از دست دادند. به هر صورت لشکر رینگل توانست در کنار نیروهای هوابرد ماه مه سال ۱۹۴۱ بر جزیره مسلط شود و بریتانیایی‌ها را از آن بیرون کند. رینگل به جهت این موفقیت‌ها روز ۱۳ ژوئن سال ۱۹۴۱ مفتخر به دریافت نشان عالی صلیب شوالیه صلیب آهنین شد. برای فرماندار نظامی کرت بود.
پس از چند ماه حضور به عنوان نیروی اداره‌کننده در نروژ از ماه سپتامبر، رینگل به همراه نیروهایش ماه ژانویه سال ۱۹۴۲ برای مقابله با ضد حمله زمستانه شوروی عازم جبهه شرقی شد. لشکر او به عنوان بخشی از ارتش هجدهم از گروه ارتش شمال، در جبهه لنینگراد بین دریاچه لادوگا و نووگورود به رزم پرداخت. نیروهای رینگل در به اسارت گرفتن ۳۳ هزار تن از نیروهای دشمن در محاصره ناحیه وولخوف مشارکت داشتند. در ادامه این لشکر در نقاط مختلف بحرانی در منطقه لنینگراد و جبهه فنلاند به‌کارگرفته شد. لشکر او مجموعا بیست ماه در قسمت شمالی خط مقدم بود. روز ۱ دسامبر سال ۱۹۴۲ به درجه سرلشکری ترفیع گرفت.
رینگل و لشکرش میانه سال ۱۹۴۳ به جبهه ایتالیا منتقل شد تا به عنوان بخشی از ارتش دهم از خط گوستاو دفاع کند. روز ۲۵ اکتبر سال ۱۹۴۳ برگ‌های بلوط به نشان صلیب شوالیه او افزوده گشت. لشکر او اوایل سال ۱۹۴۴ برای مقابله با پیاده‌سازی متفقین در آنتزیو فرستاده شد. سپس عقب کشیده شد تا در خط گوتیک مستقر شود. رینگل ماه آوریل سال ۱۹۴۴ به فرماندهی سپاه ۶۹ کوهستان برگزیده شد. مدتی مدت کوتاهی در ماه ژوئن فرمانده سپاه ۱۸ کوهستان بود و همین زمان به درجه سپهبدی (ژنرال نیروهای کوهستان) نائل آمد.
رینگل اواخر سال ۱۹۴۴ خط مقدم را ترک کرد تا فرماندهی منطقه نظامی شماره ۱۷ در زالتسبورگ را در دست بگیرد. ماه فوریه سال ۱۹۴۵ با نزدیک نیروهای ارتش سرخ به اتریش، بر آرایشی از یگان‌های سرهم‌شده عنوان سپاه رینگل نهاده شد تا دفاع منطقه اشتایرمارک را سازمان دهد. در چندین نقطه توانست دست کم به صورت موقتی جلوی پیشروی دشمن را بگیرد. با وجود برتری عددی زیاد طرف مقابل، نیروهای او مواضع خود را تا آخرین روز جنگ حفظ کردند.

## پس از جنگ
رینگل پس از جنگ دوران بازنشستگی را گذراند. سال ۱۹۵۶ تجربیات از جنگ را در کتابی منتشر کرد. سپهبد یولیوس رینگل در نهایت روز ۱۰ فوریه سال ۱۹۶۷ در سن ۷۸ سالگی در بایرن درگذشت.

## نشان‌ها
- صلیب شوالیه صلیب آهنین: ۱۳ ژوئن ۱۹۴۱
  - برگ‌های بلوط: ۲۵ اکتبر ۱۹۴۳